# Samy Badibanga
Samy Badibanga, né le 12 septembre 1962 à Kinshasa, est un homme d'État kino-congolais.
Conseiller spécial d’Étienne Tshisekedi de 2009 à 2011, il est élu député national dans la circonscription du mont-Amba à Kinshasa depuis 2011 à l'Assemblée nationale et siège à la Commission des ressources naturelles. Il est nommé Premier ministre le 17 novembre 2016 et quitte le 7 avril 2017 pour laisser place à Bruno Tshibala.

## Biographie
Diplômé en premier lieu de l'Institut supérieur des sciences humaines de Genève en 1986, il l'est ensuite de l'école du Haut Conseil du diamant d'Anvers (Hoge Raad voor Diamant) et de l'International Gemological Institute d'Anvers.
Il commence sa carrière en 1986 en tant qu'administrateur délégué de Sodocam puis devient en 1995 administrateur et directeur général de Samex Trading.
Cette société est détentrice de plusieurs permis de recherches minières en république démocratique du Congo (RDC) et partenaire en joint-venture de BHP Billiton. Il devient consultant pour la société minière BHP-Billiton de 2005 à 2010, et participe à ce titre à l'introduction de la société en RDC, notamment dans les partenariats avec les entreprises publiques. Il participe à ce titre à différentes négociations avec le ministère des Mines sur la révision des contrats miniers mais aussi avec les ministères de l'Économie et de l’Énergie pour la construction et la fourniture d'énergie du barrage Inga III.
Il crée en 2006 la Fédération des explorateurs et extracteurs (FEE) en RDC pour promouvoir la bonne gouvernance dans la gestion des ressources naturelles.
Il a été maître de conférences lors des rencontres IPAD[Quoi ?] RDC du secteur minier de 2005 à 2009.

## Carrière politique
Samy Badibanga est membre d'honneur de 1994 à 2011 de l'Union pour la démocratie et le progrès social (UDPS) et en est élu député en 2011. Il rencontre les politiciens Étienne Tshisekedi et Frederick Kibasa dans sa jeunesse à Kinshasa, ce qui façonne son orientation politique démocrate et socialiste ainsi que sa volonté de rejet de la lutte armée et de la primauté de l’état de droit.
De 2009 à 2011, il est le conseiller spécial d'Étienne Tshisekedi. À ce titre, il est chargé de la stratégie diplomatique de ce dernier, ce qui comprend communication, image, organisation et direction de sa campagne pour la présidentielle de 2011. Une élection présidentielle très critiquée et dont les résultats ont été largement mis en doute par l'UDPS, accusant l'opposition de fraudes, d'arrestations arbitraires, de manipulations et même de violences répressives. Après la proclamation des résultats, Étienne Tshisekedi a été assigné à résidence. Retranché depuis, ce dernier s'est depuis lors auto-proclamé Président élu de la RDC.
Alors que de nombreux candidats de l’UDPS] avaient été élu députés nationaux aux élections législatives concomitantes, le Président Tshisekedi avait annoncé l’annulation de ces dernières. Malgré les instructions du leader de l’UDPS, 42 élus du parti, dont Samy Badibanga, sont allés siéger au Parlement, considérant leur élection comme crédible et souhaitant respecter le peuple congolais qui les avait élus pour les représenter. Conscients de la polémique suscitée au sein même de leur parti, Parmi les 42 élus continuent aujourd'hui encore de former et d'animer l’opposition parlementaire au régime de Joseph Kabila. Notons paradoxalement que Samy Badibanga ne reçoit plus le soutien dans son action d'opposition parlementaire après avoir été auto-exclu de son parti politique l'UDPS en 2011 puis destitué de sa fonction du président au sein du groupe parlementaire de l'UDPS & alliés en octobre 2016. Ensuite, l'UDPS l'a exclu de ses rangs.
Il est membre fondateur de l'IPDD (Initiative panafricaine pour la défense de la démocratie) et Alliés à l'Assemblée nationale de la RDC jusqu'à sa désignation comme Premier ministre de RDC par Joseph Kabila le 17 novembre 2016. Dans l'opposition, sa nomination est déclarée comme un non-événement. Il démissionne le 6 avril 2017.
Le 5 mars 2021, il démissionne de son poste de premier vice-président du Sénat.

## Actions et positionnement politique

### Opposition parlementaire
À la suite des élections législatives de 2011, Samy Badibanga, élu député national, constitue et mène le groupe parlementaire UDPS et alliés, face une majorité présidentielle écrasante.
Il s'était auto-exclu en 2011 de son parti politique l'UDPS pour ne pas avoir respecté la règle imposée par le président du parti Étienne Tshisekedi.
Le 10 octobre 2016, il est destitué de sa fonction du président au sein du groupe parlementaire de l'UDPS et alliés pour avoir pris part au dialogue politique convoqué par le président Joseph Kabila en violation de la consigne officielle de ce groupe parlementaire.
À l'image du Shadow cabinet britannique, Samy Badibanga est l’auteur d’une série de propositions de réformes économiques et fiscales début 2014, relayées par le magazine Jeune Afrique.

### Propositions politiques majeures
Alors que le budget national 2014 est présenté pour adoption à l'Assemblée, Samy Badibanga dénonce l’opacité de la gestion des affaires publiques et des revenus d’exploitation des ressources naturelles ; en témoignent la faiblesse et la chute des recettes fiscales de l’État ainsi que les faibles montants attribués à la santé et à l’éducation de ses compatriotes. Il dénonce ainsi en 2014 «un budget de 7.664 milliards de francs congolais qui représente à peu près 100 dollars par habitant et 0,27 dollar/hab/jour». Joignant les propositions à ses critiques, Samy Badibanga propose alors « trois réformes pour changer le quotidien » des Congolais :
- la mise à l’étude par le Parlement d'une nouvelle réforme fiscale inspirée de la flat tax ou taxation à taux unique. Un taux d'imposition fixe rendrait indiscutable le montant de l'impôt dû. Au-delà de simplifier la gestion administrative des entreprises et les déclarations des particuliers, Samy Badibanga considère que la flat tax est de nature à encourager l’investissement et la création d’emplois, de ramener les entreprises du secteur informel et surtout d’augmenter de façon considérable (de 80 % à 150 % en trois ans) les recettes de l'État et par conséquent le budget national au service des besoins sociaux, sanitaires et éducatifs de la RDC[17].
- une étude sur la faisabilité d'une fusion des régies des impôts sur le modèle des réformes mises en place au Ghana, à l'île Maurice et dans d'autres pays voisins de la RDC. Il souligne les résultats spectaculaires en termes d’augmentation des recettes fiscales.
- la mise en place d’un fonds national de développement alimenté par les revenus d’exploitation des ressources naturelles. Dans une tribune à Jeune Afrique en janvier 2014, il en détaille les bénéfices : véritable fonds souverain sur le modèle des fonds norvégiens, qatariens ou encore du est-timorais[18],[19] qui a accumulé environ 15 milliards de dollars de réserve depuis sa création en 2005, avec l'appui de l'agence de coopération norvégienne[20]. Ce nouveau type de Fonds Souverain se rapproche du concept d’impact investing[21] proposé par le pape François en juillet 2014[22]. Ce fonds serait d’une part à objet économique et financier, alimenté par une partie des revenus d’exploitation des ressources naturelles et par des investisseurs internationaux institutionnels comme privés. Le fonds, basé sur une structure distincte de l’État, compterait, au sein de sa structure dirigeante, des représentants des partenaires internationaux de la RDC, de la société civile, de différents fonds souverains du monde, afin de garantir sa bonne gouvernance. Les revenus et intérêts produits par le fonds de développement financeraient le développement social de la RDC, consacrant ainsi l'idée que le peuple congolais, ses générations actuelles et futures sont en droit de s'attendre à ce que l’exploitation des immenses ressources naturelles de la RDC financent la santé, l'éducation, la protection sociale, besoins sociaux et autres services publics[23].

Dernier pays au classement du développement humain en 2013, et 179e sur 191 en 2021, les 70 millions de citoyens de la République démocratique du Congo vivent en effet à 80 % sous le seuil de pauvreté pour un taux de chômage supérieur à 80 %. Malgré un taux de croissance économique officiel de 9.5%, un chiffre que de nombreux observateurs considèrent comme artificiel, dans la mesure où la croissance économique ne génère aucun emploi et ne finance ni le rétablissement des services publics, ni la santé ni l'éducation, ni la justice ni la sécurité des citoyens congolais.

## Engagement démocratique, social et écologique

### Ligne politique
La particularité de la ligne politique de Samy Badibanga est de critiquer la politique gouvernementale actuelle en exposant toujours en parallèle des propositions concrètes. Une approche pragmatique sans doute à mettre en lien avec son parcours professionnel entièrement effectué dans le secteur privé avant son élection en 2011.
Défenseur de l'état de droit et pour l’application stricte des règles constitutionnelles, il soutient les principes démocratiques et l’exigence de transparence dans la gestion des affaires publiques comme des ressources naturelles. Il participe le 14 novembre 2014 à Paris à la création de l'IPDD, Initiative panafricaine pour la défense de la démocratie, une plateforme politique panafricaine qui regroupe 16 pays africains.

### Promotion de la gouvernance participative
Il affirme dans une tribune relayée par le journal Le Monde : « il faut donner une gouvernance participative au développement durable. Sans cela, de nombreux pays en développement, où vit la majorité de la population mondiale, en proie aux sécheresses, aux inondations et à l‘insécurité alimentaire, seront sans doute écartés ou auto-exclus du nouveau modèle de développement. Ce qui mettra en péril toute la transition écologique mondiale. » Il propose de stimuler la gouvernance participative par la création d'un index dénommé « Doing Inclusive » qui classerait les pays en mesurant la participation citoyenne aux affaires publiques de leur pays et aux initiatives de développement durable.
Il souhaite ainsi mieux répartir les pouvoirs et donc indirectement les richesses au sein de la République démocratique du Congo mais aussi ailleurs. La gouvernance participative, concept relativement nouveau, est un modèle d'organisation au sein duquel s'opère un partage et une répartition équitable des pouvoirs, selon la volonté et les capacités des membres qui le composent. Si l'on veut que les citoyens s'impliquent dans la vie sociale, économique et écologique de leur pays, il faut qu'ils s'y sentent eux-mêmes impliqués. Il rappelle que le Congo détient à lui seul 13 % du potentiel hydroélectrique mondial sans que cela ne produise aucune faveur à ses habitants. "Il faut donner le pouvoir énergétique aux populations locales [...] C'est grâce à l’énergie que pourront se développer les communications, source de vie sociale, d’innovation, de commerce et de paix. Les solutions d'en haut ne sont pas durables." rappelle-t-il.

### Préparation des élections de 2016
Il mène déjà un combat politique pour des élections libres, crédibles et démocratiques, et contre la révision de la Constitution de 2006 de la République démocratique du Congo en suscitant une double pression intérieure et extérieure sur la CENI (Commission électorale nationale indépendante) et le pouvoir du président Joseph Kabila. Dans une interview à RFI, il déclare qu'un "pays sérieux doit respecter les textes (...) si c'est n'est pas de la mauvaise foi, c'est de l'incompétence" en référence à la préparation des élections et aux délais fixés par la Constitution.

#### Sur le plan intérieur
Il analyse et dénonce un calendrier électoral qu’il considère comme étant une manœuvre destinée à banaliser l’illégitimité des élus à tous les niveaux : local, provincial, national et présidentiel.

#### Sur le plan extérieur
Il tente d'utiliser tous les relais diplomatiques et médiatiques disponibles au niveau international. À sa demande, François Hollande rencontre Étienne Tshisekedi lors du sommet de la Francophonie le 13 octobre 2012. En février 2014, il en appelle à l’Union européenne lors d’une conférence au Parlement européen. Depuis, il multiplie ensuite les courriers aux ambassades et rencontres multiples pour demander à la Communauté internationale son attention et pression concernant la préparation des élections à venir. « On ne change pas une Constitution avant les élections» clame-t-il lors d'une interview vidéo réalisée pour le magazine Jeune Afrique. À la suite du sommet États-Unis-Afrique il cherche du soutien auprès de nombreuses personnalités politiques au département d'État des États-Unis.
Aux côtés du peuple congolais, il descend dans la rue le 19 janvier 2015, mais la manifestation est réprimée dans le sang, la police et les forces de sécurité tirant à balle réelle sur la foule. Après trois jours d'émeutes, le Parlement retire l'article controversé de la loi électorale. Sous la pression populaire et internationale, un calendrier électoral global est alors publié par la CENI. Mais ce calendrier comprend toujours des zones d'ombres : les nouveaux majeurs par exemple, moins de 23 ans, ne sont pas intégrés dans le nouveau fichier électoral soit l'exclusion de 31 % du corps électoral.
Samy Badibanga entame à cette fin une nouvelle tournée diplomatique pour que le soutien financier de la communauté internationale soit conditionné au respect de la Constitution (article 5) et de l'article 21 de la Déclaration universelle des droits de l'homme faisant de la participation aux affaires publiques, par le vote, un droit fondamental. Il dénonce la corruption du fichier électoral (doublons, absence des nouveaux majeurs, non mise à disposition de l'ensemble du fichier), soutenu par l'Organisation Internationale de la Francophonie (OIF).

## Élection présidentielle de 2018
Samy Badibanga serait, selon Olivier Kamitatu, de double nationalité congolaise et belge, ce qui viole la constitution de la République démocratique du Congo car la nationalité congolaise est exclusive,,.
Pour cette raison le 24 août, la CENI invalide sa candidature pour l'élection présidentielle de 2018 en République démocratique du Congo. Le 19 septembre, la CENI rend publique la liste définitive des 21 candidats à l'élection présidentielle, parmi lesquels Badibanga a été rétabli.

## Vie privée
Samy Badibanga est le père de Sambady Badibanga, mort dans des circonstances suspectes à Evere (Bruxelles) en Belgique le 19 mai 2021, et de Beni Badibanga, footballeur professionnel. Il est aussi l'oncle de Ziguy Badibanga, également footballeur.

## Lire aussi
- Guy Loando Mboyo
- Alexis Thambwe Mwamba